# Hame Faiva
Epalahame Faiva, detto Hame (Auckland, 9 maggio 1994), è un rugbista a 15 neozelandese, tallonatore che gioca nel Bath.

## Biografia
Nato e cresciuto ad Auckland in una famiglia di origine tongana, si formò scolasticamente presso il Wesley College dove praticò entrambi i codici del rugby, a XIII (su consiglio del padre, per rifinire le sue capacità) e a XV.
Militò nelle giovanili del Counties Manukau per poi trasferirsi nell'Isola del Sud al Waikato della cui squadra U-20 fece parte; originariamente interessato a entrare in polizia, abbandonò tale proposito quando debuttò da professionista nel Ranfurly Shield 2013 con Waikato e fu convocato nella Nuova Zelanda U-20.
Nel corso del Super Rugby 2017 Faiva debuttò per la franchigia dei Blues subentrando da sostituto in una trasferta vittoriosa in Australia (56-18) contro il Rebels; a fine stagione, dopo 6 incontri totali con la squadra di Auckland, si trasferì in Italia al Benetton.